# Benthophiloides turcomanus
A Benthophiloides turcomanus a csontos halak (Osteichthyes) főosztályának a sugarasúszójú halak (Actinopterygii) osztályába, ezen belül a sügéralakúak (Perciformes) rendjébe, a gébfélék (Gobiidae) családjába és a Benthophilinae alcsaládjába tartozó faj.

## Előfordulása
A Benthophiloides turcomanus Ázsia édesvízeiben őshonos.

## Megjelenése
Ez a hal legfeljebb 3 centiméter hosszú.

## Életmódja
Mérsékelt övi gébféle, amely élőhelyén, akár 27 méter mélyre is lehatol.